# Dieses Gefühl, dass die Zeit, etwas zu tun, vorbei ist
Dieses Gefühl, dass die Zeit, etwas zu tun, vorbei ist ist ein US-amerikanischer Spielfilm von Joanna Arnow aus dem Jahr 2023. Die Komödie wurde im Mai 2023 im Rahmen des Filmfestivals von Cannes uraufgeführt.

## Handlung
Das Werk folgt dem Leben einer Frau, die sich ihren Lebensunterhalt durch einen einfachen Job in einem Unternehmen verdient. Auch verliert sie sich in einer langjährigen zwanglosen BDSM-Beziehung.

## Hintergrund
Dieses Gefühl, dass die Zeit, etwas zu tun, vorbei ist ist das Spielfilmdebüt der in Brooklyn lebenden Dokumentar- und Kurzfilmregisseurin Joanna Arnow. Mit ihrem Skript zum Film nahm sie im Jahr 2021 am Talentförderprogramm Berlinale Talents der 71. Berlinale teil. Zum damaligen Zeitpunkt wurde die Lauflänge des Films mit 80 Minuten angegeben. Auch war ein „fragmentierter, erfahrungsorientierter Blick“ auf die weibliche Hauptfigur vorgesehen.

## Veröffentlichung und Rezeption
Die Premiere von Dieses Gefühl, dass die Zeit, etwas zu tun, vorbei ist fand am 19. Mai 2023 im Rahmen der Filmfestspielen von Cannes statt, wo der Film in die Nebensektion Quinzaine des cinéastes aufgenommen wurde.

## Auszeichnungen
Als Spielfilmdebüt ist Joanna Arnows Regiearbeit automatisch für die Caméra d’Or nominiert.